# George Hammond (Stargate)
El USS George Hammond, llamado en un primer momento Phoenix y después General Hammond, es un crucero de batalla del universo ficticio de Stargate. Es el sexto BC-304 de la Tierra, completado en el año 2009. En una línea de tiempo alternativa, el Phoenix fue el quinto crucero clase Dedalo construido, pero en el año 2008.

## Equipamiento a bordo de la nave
El General Hammond está equipado con escudos, sistemas de teletransporte e hiperpropulsores intergalácticos Asgard. La nave, a diferencia de los anteriores BC-304, cuenta también con una consola Asgard en el puente, donde usualmente está el mapa estelar, además de una sala similar a la del núcleo Asgard en la Odyssey.
Su armamento consiste en múltiples torretas de armas Rail, varios misiles con cabezas nucleares Mark VIII (enriquecidas con Naquadah), y Cañones de Plasma Asgard. En su interior el crucero lleva cazas F-302.

## Historia
Cuando en el episodio "The Last Man", el coronel Sheppard viaja a Atlantis, 48000 años al futuro, se encuentra con un holograma dejado por McKay, el cual le explica que meses después de que desapareciera, el IOA le entregó a la Coronel Carter la nueva nave terrestre llamada Fénix, para apoyar a la Expedición Atlantis. Si bien la nave recién había salido de la línea de ensamblaje, la mitad de sus sistemas Asgard aún no estaban terminados y la otra mitad no funcionaban, por lo que los miembros de la expedición tuvieron que arreglárselas para tenerla lista para el combate en un mes.
Una vez estuvo operativa, la nave fue usada en ataques relámpagos contra las Naves Colmena de Michael. Esta estrategia funcionó y se logró infligir un daño considerable a su Flota durante un tiempo. Sin embargo, Michael infiltró falsa información para llevar al crucero a una trampa. La nave fue emboscada por 3 Naves Colmena, las cuales dañaron seriamente al Fénix impidiéndole escapar al hiperespacio. Cuando el hiperpropulsor comenzó a sobrecargarse, la coronel Carter decidió transportar a toda la tripulación a la superficie del planeta, mientras ella puso al Fénix en rumbo de colisión contra una de las Naves Colmena. La explosión resultante destruyó a las dos restantes. Tras saber esta y otras cosas, Sheppard regresa a su época y consigue modificar el futuro.
Durante el capítulo final de la 5.ª temporada de Stargate Atlantis, en una conversación entre el teniente coronel Sheppard y la coronel Carter, se menciona al Phoenix. Carter revela que ella asumirá el mando de la nave, la cual fue renombrada como General Hammond, en honor al por siete años Comandante del CSG, George Hammond, quién se revela falleció de un ataque al corazón fuera de pantalla. En el episodio Air 1 y 2 de la serie Stargate Universe (2009-2011 ) que se emitió el 2 de octubre de 2009 aparece la nave terrícola General Hammond en honor del personaje que interpretó Don S. Davis en Stargate SG-1 (1997 - 2007), en Stargate Atlantis (2004) y en Stargate: Continuum (2008).